# Ликет
Ликет је у грчкој митологији било име више личности.

## Митологија
1. Био је један од Хипоконтида, Хипоконтових синова. Као и његовог оца и браћу, убио га је Херакле.[1]
2. Према Аполодору, био је један од Пенелопиних просилаца са Саме.[2]
3. Неки извори га помињу као оца Крејонта, краља Коринта.[3]